# راليتسا فاسيليفا
راليتسا فاسيليفا (بالبلغارية: Ралица Василева)؛ (1965 -)هي مذيعة بلغارية أمريكية في سي إن إن الدولية. غطت حرب البوسنة والهرسك والصراع العربي الإسرائيلي وقضايا عالمية أخرى مهمة. أجرت مقابلات مع كثير من قادة العالم من ضمنهم ميخائيل غورباتشوف وأرئيل شارون وهنري كسنجر.

## النشأة والمسيرة
ولدت راليتسا فاسيليفا في 1965 في صوفيا ببلغاريا ودرست في مدارس باللغة الإنجليزية في صوفيا وفي نيودلهي بالهند. حازت على ماجستير في اللغة والأدب الإنجليزي من جامعة صوفيا. اشتغلت مترجمة لغة إنجليزية لدى الإذاعة الوطنية البلغارية في 1987. عملت فاسيليفا مراسلة للتلفزيون الوطني البلغاري في 1990 وانتقلت لسي إن إن في 1992. حازت على ماجستير في العلوم السياسية من جامعة ولاية جورجيا. حاورت العديد من قادة العالم ومن بينهم الرئيس السوفياتي الأسبق ميخائيل غورباتشوف ووزيري الخارجية الأمريكيين الأسبقين هنري كيسنجر ومادلين أولبرايت والرئيس الباكستاني الأسبق برفيز مشرف ورئيسي الوزراء الإسرائيليين أرئيل شارون وبنيامين نتنياهو وكبير المفاوضين الفلسطينيين صائب عريقات والرئيس النيجيري الأسبق أولوسيجون أوباسانجو والرئيس البلغاري بيتار ستويانوف ورجلي الأعمال تيد تيرنر وريتشارد برانسون والدرّاج الأمريكي لانس آرمسترونج.

## في الثقافة الشعبية
- كتب إيان أندرسون من فرقة جثرو تال ووزّع أغنية تدعي «ليست راليتسا فاسيليفا» ظهرت في ألبومه «رقصة روبي». وظهرت فاسيليفا ضيفة في عرضه الغنائي «فرك المرفقين» في أتلانتا، جورجيا.
- ظهرت فاسيليفا في الفيلم البريطاني لعام 2006 «الملكة» ومثلت دورا حقيقيا وهي تقدّم الأخبار العالمي في سي إن إن حيث قالت: «ستقدّم ملكة بريطانيا الملكة إليزابيث خطابا متلفزا الجمعة، اُتهمت العائلة المالكة بعدم إظهار ندم كاف لموت الأميرة ديانا.»

## الجوائز
- دكتوراه في الآداب الإنسانية، الجامعة الأمريكية في بلغاريا، 2001

## وصلات خارجية
- السيرة الرسمية في موقع سي إن إن نسخة محفوظة 10 أغسطس 2017 على موقع واي باك مشين.